# Kjell Sundberg
Kjell Sundberg född 21 april 1934 i Östersund, död 11 september 1978 i Björklinge, var en svensk författare.
Sundberg arbetade som folkskollärare fram till 1971. Han var kritiker i Arbetarbladet och i Aftonbladet samt krönikör i Metallarbetaren. Han var under 1970-talet bosatt i Björklinge. Sundberg omkom i en trafikolycka på E4 mellan Sundsvall och Hudiksvall.

### Filmatiseringar och tv-bearbetningar av Sundbergs böcker

#### Hundarna (1972)
Sändes första gången 1972-04-16 
Handlingen utspelas i en observationsbunker en tid efter det att landet ödelagts av kärnvapen. 
Fem människor är stationerade där. 
I det förbrända landskapet utanför kan ingenting leva. 
En dag upptäcker de ändå skuggor som rör sig på den TV-skärm genom vilken de bevakar marken därute... 
Medverkande: 
Ulla Blomstrand, Lars-Erik Berenett, Gösta Ekman, Erik Hell och Per Mattsson. 
EW september -72
Producent:	Per Ragnar, Inger Åby Regissör:	Per Ragnar
Skådespelare:	Ulla Blomstrand, Lars Erik Berenett, Gösta Ekman, Erik Hell, Per Mattsson
Källa - Hasse Arnbom, SVT:s Tittarservice